# Fufius albovittatus
Fufius albovittatus är en spindelart som först beskrevs av Simon 1891.  Fufius albovittatus ingår i släktet Fufius och familjen Cyrtaucheniidae. Inga underarter finns listade i Catalogue of Life.